# 飯沼村 (茨城県)
飯沼村（いいぬまむら）は、茨城県の西部、岡田郡・結城郡に属していた村。現在の常総市の北西部にあたる。僅かに商工を営むものもいたが、米麦のほか、副業として蔬菜、煙草などの農業が盛んに行われていた。

## 地理
- 河川 ： 鬼怒川・東仁連川・西仁連川・飯沼川

## 歴史

### 村名の由来
飯沼の東側に位置し、旧村の多くが飯沼の新田開発に携わったことによる。

### 沿革
- 1889年（明治22年）4月1日 - 町村制施行により、鴻ノ山村、鴻ノ山新田、古間木新田、馬場村、馬場新田、栗山新田、佐平太新田、孫兵衛新田、崎房村、古間木村、古間木沼新田、大沢新田が合併して岡田郡飯沼村が発足。
- 1896年（明治29年）4月1日 - 岡田郡が結城郡に統合されたため、所属郡が結城郡に変更。
- 1954年（昭和29年）6月1日 - 石下町、豊田村、岡田村および玉村の一部と合併し、改めて石下町が発足。同日飯沼村廃止。合併当時の村長は秋葉源治郎氏であった[2]。

## 脚注

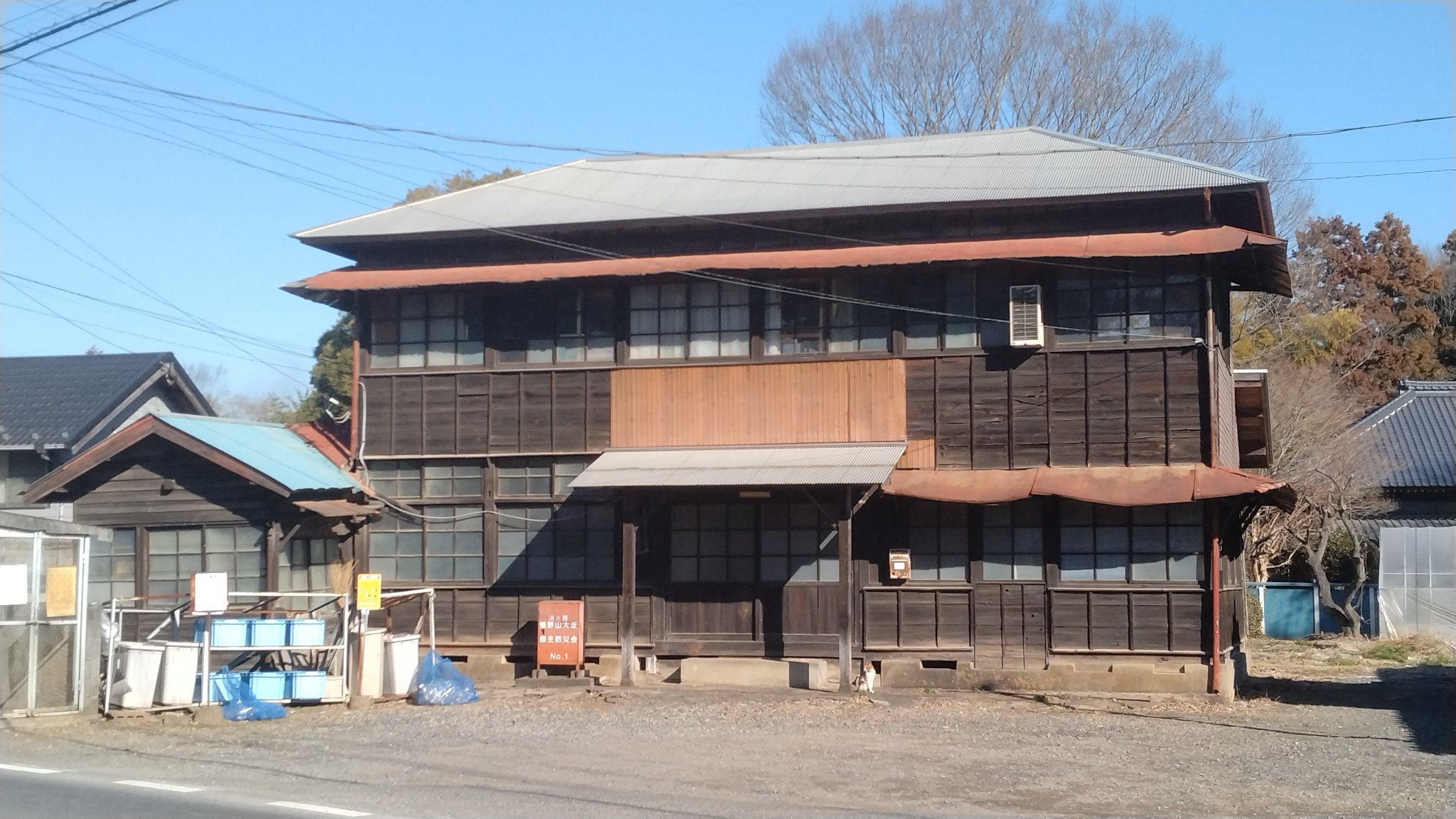
旧飯沼村役場（2024年2月）